# Pietro Reverberi
Pietro Reverberi (Reggio Emilia, 28 dicembre 1912 – Reggio Emilia, 19 febbraio 1985) è stato un arbitro di pallacanestro italiano, membro del FIBA Hall of Fame dal 2007.

## Carriera
Ha diretto oltre 3 000 incontri in tutte le categorie, fino alla Serie A1. Ha partecipato a tre edizioni dei Giochi olimpici: Helsinki 1952, Melbourne 1956 e Roma 1960. Ha inoltre diretto in varie edizioni dei Campionati Europei e dei Mondiali. A lui nel 1985 il Comune di Quattro Castella ha dedicato il Premio Pietro Reverberi – Oscar del basket, che premia tutte le categorie operanti nella pallacanestro.